# 耿西徽章
根西徽章是海峽群島中根西的官方標誌。圖案設計為紅色盾牌上有三頭金色的獅子（歷史上曾被描述為豹子），最上方有一金色葉子。根西徽章和諾曼底、澤西和英格蘭的徽章非常接近。徽章的歷史開始於1297年。